# Africada glotal sorda
La africada glotal sorda es un tipo de sonido consonántico, usado en algunas lenguas habladas. Los símbolos del alfabeto fonético internacional que representan este sonido son ⟨ʔ͡h⟩ y ⟨ʔ͜h⟩, y el símbolo X-SAMPA equivalente es ?_h. A veces se omite la barra de unión, produciendo ⟨ʔh⟩ en el AFI y ?h en X-SAMPA. Esto es potencialmente problemático en el caso de al menos algunas africadas, porque hay lenguajes que contrastan ciertas africadas con secuencias oclusivo-fricativas. Las palabras polacas czysta ('limpio (f.)', pronunciadas con una africada / t͡ʂ /) y trzysta ('trescientos', pronunciada con una secuencia / tʂ /) son un ejemplo de un par mínimo basado en tal contraste.

## Aparición en distintas lenguas
- Chino (Dialecto Yuxi): 可 [ʔ͡ho˥˧] (él) puede. Corresponde a [kʰ] en Mandarín Estándar.
- Inglés (Received Pronunciation) hat [ʔ͡haʔt] sombrero,gorro. Posible alófono de [h] en sílabas tónicas. Ver fonología del inglés.

- Datos: Q25347191